# 1062
1062 (MLXII) je bilo navadno leto, ki se je po julijanskem koledarju začelo na torek.

## Dogodki
- pomlad - Italija: protipapež Honorij II. z vojsko za nekaj mesecev zasede Rim, a se potem zaradi neugodne politične situacije v Nemčiji umakne iz mesta. Na Vatikanski grič se ponovno vrne papež Aleksander II. ↓
- april → Rimsko-nemško cesarstvo: ugrabitev mladoletnega kralja Henrika IV. v Kaiserswerthu (zgodovinsko jedro Düsseldorfa). Kölnski nadškof Anno II. ugrabi 11. letnega kralja, ki si je po končani pogostitvi želel ogledati nadškofovo ladjo zasidrano na Renu. Ugrabitev je uspešna, čeprav kraljevič ob poskusu pobega skoraj utone. Nadškof Anno ugrabitev fanta opravičuje z nezadostno izobrazbo in vzgojo kraljeviča. Z izsiljevanjem regentinje pa mu uspe dobiti še cesarske regalije. Pri ugrabitvi sodelujeta Adalbert, nadškof Bremna, in Siegfrid I., nadškofa Mainza.
- Nürnberg dobi tržne pravice.
- Rekonkvista: Ferdinand I. Kastiljski se odpravi na vojni pohod proti toledskem emiratu in si ga tributarno podredi.
- Almoravidski sultan Jusuf ibn Tašfin ustanovi mesto Marakeš v današnjem Maroku.

## Rojstva
- Nikefor Brijenij, bizantinski general, državnik in zgodovinar († 1137)

## Smrti
- 27. januar - Adelajda Ogrska, češka vojvodinja žena (* okoli 1040)

Neznan datum
- Nisim ben Jakob, arabski judovski teolog in rabin (* 990)
- Bao Zheng, kitajski državnik, župan Kaifenga (* 999)
- Al-Muizz ibn Badis, ziridski vladar, alkimist (* 1008)